# Броненосни крайцери тип „Пенсилвания“
Пенсилвания (на английски: Pennsylvania) са серия броненосни крайцери на ВМС на САЩ. Те са първите серийни броненосни крайцери на американския флот. Всичко от проекта са построени 6 единици: „Пенсилвания“ (на английски: USS Pennsylvania, ACR-4), „Колорадо“ (на английски: USS Colorado, ACR-7), „Уест Вирджиния“ (на английски: USS West Virginia, ACR-5), „Мериленд“ (на английски: USS Maryland, ACR-8), „Калифорния“ (на английски: USS California, ACR-6) и „Саут Дакота“ (на английски: USS South Dakota, ACR-9).
Проектът претърпява развитие в броненосните крайцери тип „Тенеси“.

## Проектиране
Големи броненосни крайцери, предназначени за действия в качеството на бързоходен отряд в състава на линейния флот (аналогично на крайцерите на Камимура в Руско-японската война). В качеството на прототип са взети броненосци от типа „Мейн“.

## Конструкция
Названита на крайцерите съответстват на „линкорния стандарт“ – по имената на щатите. Но въоръжението на крайцерите свидетелства за обратното: почти 14-хилядотонните чудовища носят същата артилерия, която имат и японските „асами“ – четири осемдюймовки в кули и четиринадесет шестдюймовки в каземати. Примерно аналогична се явява и тяхната защита, макар за разпределението на бронята да има значение националнате школа. Поясът е малко по-тънък, 152 мм вместо японските 178, скосовете на палубата зад него – 102 мм против 51 и 63 на „Асама“ и „Ивате“, за сметка на това хоризонталната палуба е само 37 против 51 и 63 за японците, плюс броня Харви, като на „Асама“, макар и по-добро качество, но не е Круп. В крайна сметка „американците“ имат известно преимущество над „асамите“ в прикритието на жизненоважните части на малки дистанции, за големите по-добре защитени са „Изумо“.

### Брониране
Свръхмека никелова броня, Круповска и броня „Харви“ на палубата. По сравнение с предходните броненосни крайцери е усилена защитата: поясът по водолинията става 152 мм, горният пояс е 5" (127-мм), краищата са прикрити с 3,5" (89 мм) броня. Челната част на оръдейните кули на главния калибър е 6,5-дюймова (165-мм). Дебелината на хоризонталната броня на палубата е 38 мм, скосове, в пределите на цитаделата, имат дебелина 102 мм и се допират до долния ръб на пояса, по краищата дебелината на скосовете е по-малка. Дебелината на бронята на бойната рубка е 229 мм.

### Въоръжение
В качеството на главен калибър са поставени по четири 8-дюймовки с дължина на ствола 40 калибра. По вертикалата лафетите осигуряват на оръдията пределните ъгли на насочване от −7° до +14°. Далечината на тяхната стрелба е 58 кбт. (10 700 м). Теоретичната им скорострелност е 2 – 2,8 изстрела/минута, практическата е 1,5 и/м.
Останалото въоръжение се състои от скорострелни оръдия: 14 152-мм оръдия Мк. 6 с дължина на ствола от 50 калибра: всичките 152-мм оръдия са разположени в бронирани каземати – десет на батарейната палуба и четири на горната и осемнадесет 76-мм оръдия с дължина на ствола 50 калибра. 152-мм оръдия имат ъгъл на наклон -7°, на възвишение 15°, далечината им на стрелба при ъгъл +14,9° е 15 000 ярда (13 716 м, 74 кбт.), максималната им скорострелност съставлява три изстрела в минута. Оръдията стрелят с 95 – 105 фунтови снаряди (43 – 48 кг)

## Модернизация
Крайцерите влизат в броненосните ескадри на Атлантическия флот, в качеството на бързоходно крило.
Руско-японската война показва, че главният калибър на крайцерите не отговаря на изискванията на ескадрения бой и те не следва да бъдат поставяни в линията. Те могат да служат с броненосците, но никога не могат да заемат тяхното място в линията. Налага се ГК да бъде сменен по спешност.
В периода 1909 – 1911 година 8"/40 оръдия на корабите са заменени с четири 8-дюймови (203 мм/45) Mark 6 в кулите Mark 12. На „Колорадо“ те са сменени преди всички останали, поради разрив на ствол през 1907 г. Оръдията са комплектовани със снаряди с маса 118 кг. Ъглите на тяхното вертикално насочване са – 7° + 20°. Оръдията имат максимална далечина на изстрела от 22 000 ярда (20 000 м, 108 кбт.). Скорострелност 1 – 2 изстрела в минута.

## Представители
| Име                                       | Заложен          | Спуснат на вода | Влязъл в строй   | История |
| ----------------------------------------- | ---------------- | --------------- | ---------------- | --- |
| „Пенсилвания“ USS Pennsylvania, ACR-4     | 7 август 1901    | 22 август 1903  | 9 март 1905      | През 1912 г. е преименуван на „Питсбърг“.                                                                                  |
| „Уест Вирджиния“ USS West Virginia, ACR-5 | 16 август 1901   | 18 април 1903   | 23 февруари 1905 | През 1916 г. е преименуван на „Хънтингтън“.                                                                                |
| „Калифорния“ USS California, ACR-6        | 7 май 1902       | 28 април 1904   | 1 август 1907    | През 1914 г. е преименуван на „Сан Диего“. Той е единственият загубен през Първата световна война голям боен кораб на САЩ. |
| „Колорадо“ USS Colorado, ACR-7            | 25 април 1901    | 25 април 1903   | 19 януари 1905   | През 1916 г. е преименуван на „Пуебло“.                                                                                    |
| „Мериленд“ USS Maryland, ACR-8            | 29 октомври 1901 | 12 август 1903  | 18 април 1905    | През 1916 г. е преименуван на „Фредерик“.                                                                                  |
| „Саут Дакота“ USS South Dakota, ACR-9     | 30 август 1902   | 21 юли 1904     | 21 януари 1908   | През 1916 г. е преименуван на „Хурон“.                                                                                     |

## Оценка на проекта
Оказва се, че бидейки с 4000 тона по-големи от японските броненосни крайцери от типа „Изумо“ американските кораби нямат преимущества нито във въоръжението, нито по мореходност, нито в защита. Преимуществото им това е по-високата с 1¼ възела скорост, а недостатъкът, е това, че главният калибър на американските крайцери има по-малка далечина на стрелбата. Американските крайцери, наистина, превъзхождат, също така влизащите в отряда на Камимура „Асами“, и по защита, мореходност и далечина на плаване, но „Асамите“ към това време са вече доста стари крайцери.
За сметка на това с тях американците имат примерно равна максимална скорост, и на тези, и на другите им се налага да преминат през замяна на котлите, но ако причината за „Асамите“ да става архаичността и износеността на „огнетръбите“, то за „Пенсилвания“ и „Колорадо“ това е ненадеждността на котлите система „Никлос“, усилено лансирани от „Крамп“. С тях се мъчат във всички флоти. Налага се да се помъчат и самите създатели. Едва на прага на Първата световна война те са заменени с по-некапризните и мощни котли Бабкок-Уилкокс, които стават стандартни за ВМС на Съединените Щати.
Корабите на проекта бързо остаряват морално („Саут Дакота“ още преди да влезе в строй). Към началото на Първата световна война нямат значително бойно значение.
|                                                | „Девъншир“                                                    | „Колорадо“                                        | „Сейнт Луис“                   | „Йорк“                                          | „Изумо“                                           | „Баян“                                       | „Леон Гамбета“                                  |
| ---------------------------------------------- | ------------------------------------------------------------- | ------------------------------------------------- | ------------------------------ | ----------------------------------------------- | ------------------------------------------------- | -------------------------------------------- | ----------------------------------------------- |
| Година на залагане                             | 1903                                                          | 1901                                              | 1902                           | 1903                                            | 1898                                              | 1900                                         | 1901                                            |
| Година на влизане в строй                      | 1905                                                          | 1905                                              | 1905                           | 1905                                            | 1900                                              | 1903                                         | 1905                                            |
| Водоизместимост нормална, т                    | 11 024                                                        | 13 899                                            | 9855                           | 9533                                            | 9906                                              | 7326                                         | 11 959                                          |
| Пълна, т                                       | 12 700                                                        | 15 380                                            | 11 024                         | 10 266                                          | 10 470                                            | 8238                                         | 13 108                                          |
| Мощност на ПМ, к.с.                            | 21 000                                                        | 23 000                                            | 21 000                         | 19 000                                          | 14 500                                            | 16 500                                       | 27 500                                          |
| Максимална скорост, възела                     | 22                                                            | 22                                                | 22                             | 21                                              | 20,75                                             | 20,9                                         | 22,5                                            |
| Далечина на плаване, морски мили (при, възела) | 8500 (10)                                                     | 6000 (10)                                         | 6000 (10)                      | 4200 (12)                                       | 4900 (10)                                         | 3900 (10)                                    | 6500(10)                                        |
| Брониране, мм                                  |                                                               |                                                   |                                |                                                 |                                                   |                                              |                                                 |
| Тип                                            | КЦ                                                            | КЦ, СХ                                            | СХ                             | КЦ                                              | КЦ                                                | СХ                                           | КЦ                                              |
| Борд                                           | 152                                                           | 152                                               | 102                            | 100                                             | 178                                               | 200                                          | 150                                             |
| Палуба (скосове)                               | 25(51)                                                        | 37(102)                                           | 25(76)                         | 40(60)                                          | 63(63)                                            | 60                                           | 55 – 60(65)                                     |
| Кули                                           | 127                                                           | 165                                               | -                              | 150                                             | 152                                               | 150                                          | 170                                             |
| Барбети                                        | 152                                                           | 152…76                                            | -                              | 150                                             | 152                                               | 150                                          | 140                                             |
| Рубка                                          | 305                                                           | 229                                               | 127                            | 150                                             | 356                                               | 160                                          | 150                                             |
| Въоръжение                                     | 4×1×190-мм/50 6×1×152-мм/45 2×1×76,2-мм/28 18×1×47-мм/43 2 ТА | 2×2×203-мм/40 14×1×152-мм/50 18×1×76,2-мм/50 2 ТА | 14×1×152-мм/50 18×1×76,2-мм/50 | 2×2×210-мм/40 10×1×150-мм/40 14×1×88-мм/30 4 ТА | 2×2×203-мм/45 14×1×152-мм/40 12×1×76,2-мм/40 5 ТА | 2×203-мм/40 8×1×152-мм/45 20×1×75-мм/50 2 ТА | 2×2×194-мм/40 16×1×164-мм/45 22×1×47-мм/43 4 ТА |

### Коментари към таблицата
1. ↑  За британските и американските кораби в източниците водоизместимостта се дава в дълги тона, за това тя е преизчислена в метрични тонове

## Коментари
1. ↑  Префиксът „USS“ е от на английски: United States Ship (Кораб на Съединените щати).